# Eduard Fürstenberg
Eduard Heinrich Fürstenberg (* 3. Mai 1827 in Berlin; † 11. Januar 1885 ebenda) wurde bekannt als der Gründer des ersten Vereins für taube Menschen in Deutschland. Er war auch Herausgeber und Chefredakteur von „Der Taubstummenfreund“, dem Vorläufer der heutigen Deutschen Gehörlosenzeitung.

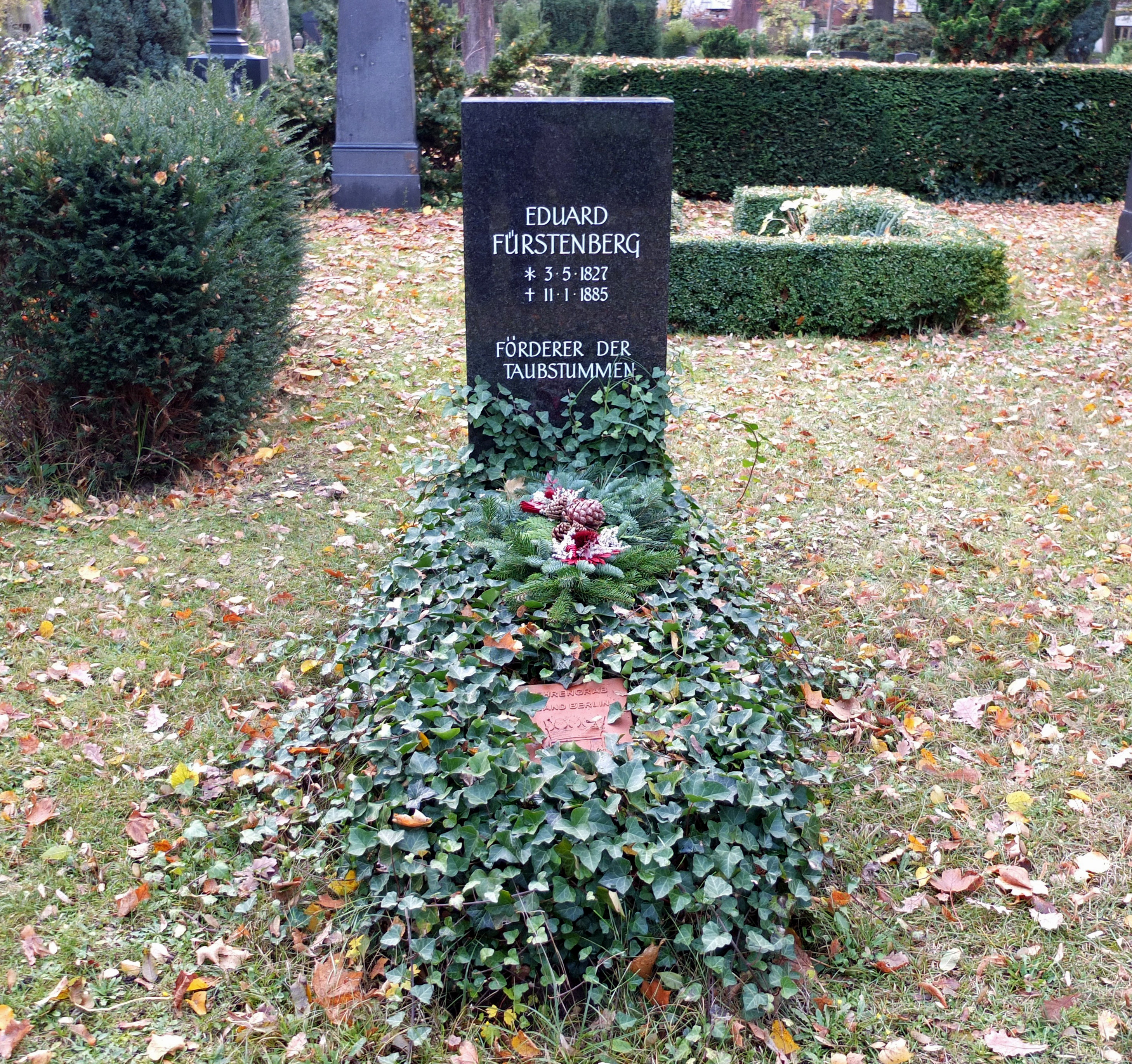
Grabstätte

Fürstenberg verlor im Alter von vier Jahren durch Zahnkrämpfe sein Gehör und besuchte die „Taubstummen“-Schule in Berlin. Er arbeitete später bis zu seinem Tod im Königlichen Finanzministerium.
Am 30. März 1848 wurde der erste „Taubstummen-Verein in Berlin e.V.“ Deutschlands gegründet. Eduard Fürstenberg wurde dessen Vorsitzender. Ein Jahr später gründete er den „Centralverein für das Wohl der Taubstummen in Berlin e.V.“, dem er ebenfalls vorstand und den er bis zu seinem Tod leitete. Er ist auf dem Dorotheenstädtischen Friedhof II in der Liesenstraße in Berlin bestattet. Sein Wirken wurde 2016 mit einem Ehrengrab der Stadt Berlin gewürdigt.